# پلزنت هیل (مریلند)
پلزنت هیل (به انگلیسی: Pleasant Hills) شهری در ایالت مریلند کشور ایالات متحده آمریکا است که جمعیت آن در سرشماری سال ۲۰۱۰ میلادی، ۳٬۳۷۹ نفر بوده‌است.